# Takaki Tomozawa
Takaki Tomozawa (japanisch 友澤 貴気 Tomozawa Takaki; * 6. März 1993 in der Präfektur Kanagawa) ist ein ehemaliger japanischer Fußballspieler.

## Karriere
Tomozawa erlernte das Fußballspielen in der Schulmannschaft der Buso High School und der Universitätsmannschaft der Juntendo-Universität. Seinen ersten Vertrag unterschrieb er 2015 bei YSCC Yokohama. Der Verein spielte in der dritthöchsten Liga des Landes, der J3 League. Für den Verein absolvierte er 25 Ligaspiele. Ende 2016 beendete er seine Karriere als Fußballspieler.